# Net als toen
A Net als toen (magyarul: Úgy, mint egykor) című dal volt az 1957-es Eurovíziós Dalfesztivál győztes dala, melyet a holland Corry Brokken adott elő holland nyelven.
A dal a február 3-án tartott holland nemzeti döntőn nyerte el az indulás jogát.
A dal a francia sanzonok stílusában íródott, melyben az énekesnő férjét kérdezi, hogy emlékszik-e még, milyen volt szerelmük egykor.
A március 3-án rendezett döntőben a fellépési sorrendben hatodikként adták elő, az osztrák Bob Martin Wohin, kleines Pony? című dala után, és a német Margot Hielscher Telefon, Telefon című dala előtt. A szavazás során harmincegy pontot szerzett, mely az első helyet érte a tízfős mezőnyben. Ez volt Hollandia első győzelme.
A következő holland induló is Brokken volt, Heel de wereld című dalával az 1958-as Eurovíziós Dalfesztiválon. 
A következő győztes a francia André Claveau Dors, mon amour című dala volt.

## Kapott pontok
| Kapott pontok                                                                                 | 5 | 3 | 1 | 1 | 6 |  | 1 | 4 | 3 | 7 |
| A tábla a fellépés sorrendjében van rendezve. A szavazás menete fordított sorrendben történt. |   |   |   |   |   |  |   |   |   |   |

## Külső hivatkozások
- Dalszöveg
- YouTube videó: A Net als toen című dal előadása a frankfurti döntőn